# Transportes Unidos de Asturias
Transportes Unidos de Asturias S.L. (TUA) es una empresa privada perteneciente al Grupo ALSA que gestiona desde 1981 el servicio público de transporte urbano colectivo en la ciudad de Oviedo (Principado de Asturias, España). Por este servicio recibe una subvención del Ayuntamiento de Oviedo, que en 2023 ascendió a 12,5 millones de euros. A cambio, ALSA ingresa la recaudación por venta de billetes.

## Servicios
TUA oferta un total de 15 líneas diurnas más una línea nocturna (conocida como «búho» o Línea N) los viernes, sábados y vísperas de festivos.Durante 2023 TUA transportó a 12,7 millones de pasajeros, siendo la línea más utilizada la C, entre Lugones y El Cristo, con 3,5M, seguida de la H y la E.La red cuenta con 525 paradas, de las cuales 75 presentan teleindicadores.
En 2023 TUA contó con 69 autobuses, de los cuales 30 eran eléctricos o híbridos. Todos los autobuses, que son de piso bajo y disponen de rampa de acceso para usuarios en silla de ruedas, cuentan con sistemas de información acústico y visual en el interior del autobús.
En 2014 el Ayuntamiento de Oviedo acordó la integración del concejo en el Consorcio de Transportes de Asturias (CTA), por lo que desde ese año TUA emplea el sistema tarifario del CTA, favoreciendo la intermodalidad con el resto de la comunidad.
Ese mismo año el mapa de líneas de TUA experimentó un gran cambio, por motivo de la inauguración del Nuevo HUCA. La reforma se implantó el 15 de agosto de 2014 y una novedad fue emplear a las letras comprendidas entre la A y la O en lugar de números para identificar las líneas.La Corporación 2015-2019 (PSOE-Podemos-IU) intentó modificar nuevamente las líneas pero el nuevo gobierno de Alfredo Canteli no lo llevó a cabo.El 2 de marzo de 2020 se añadieron 2 nuevas líneas (U y V) a las anteriormente existentes.

## Líneas

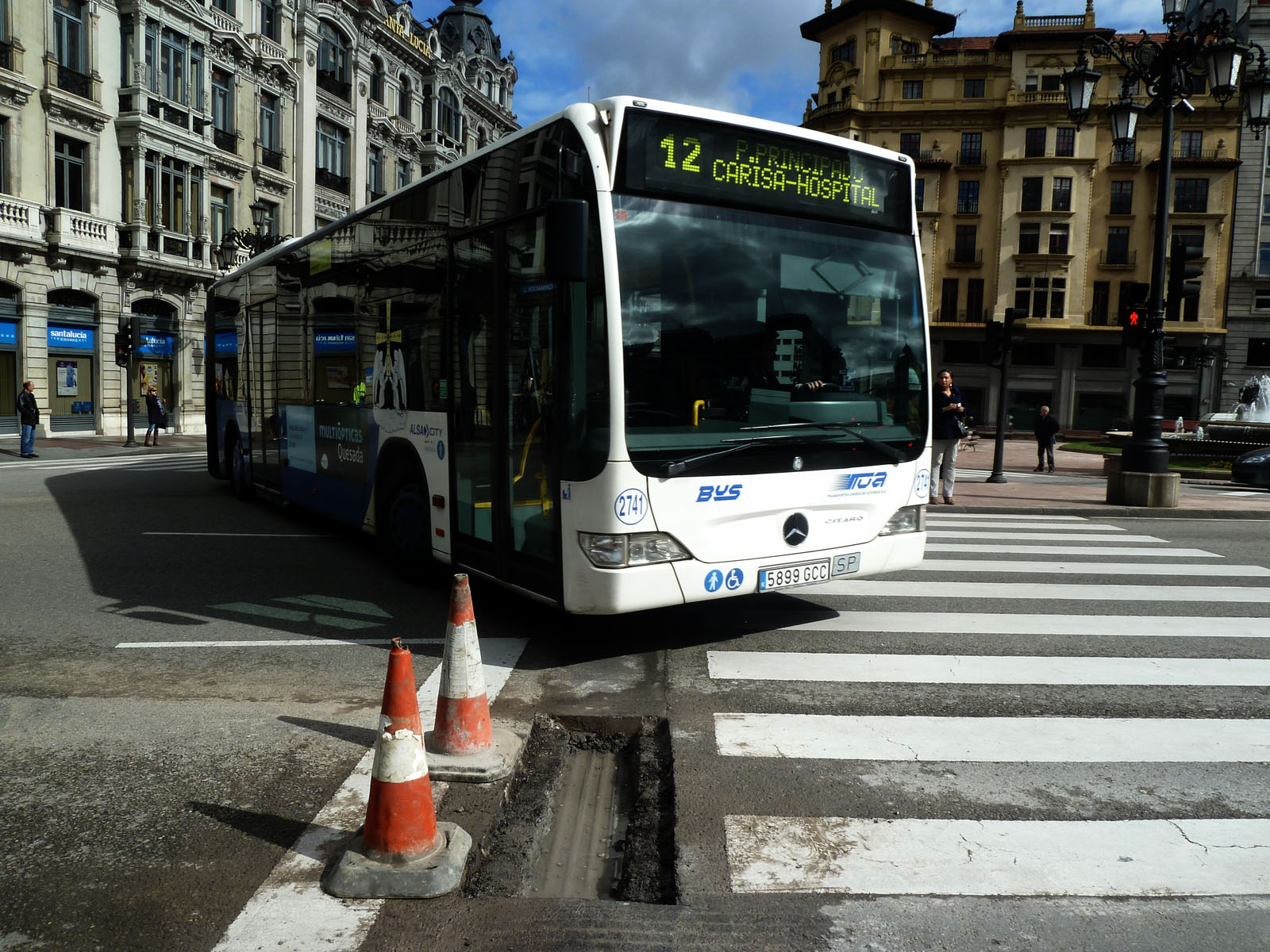
Autobús de la desaparecida línea 12 en 2012

| Línea | Trayecto                                            |
| ----- | --------------------------------------------------- |
| A     | Centro Asturiano - Llamaquique                      |
| B     | Fitoria - Centro - Olivares                         |
| C     | Facultades - HUCA - Lugones                         |
| D     | Facultades - HUCA - Parque Principado               |
| E     | Las Campas - La Monxina                             |
| F     | HUCA - Hnos. Fdez. Vega - Campillín - HUCA          |
| G     | Puerto - Montecerrao                                |
| H     | Serrano - Parque Principado                         |
| J     | Otero - San Claudio                                 |
| K     | Latores - Plaza América                             |
| L     | San Andrés - Tudela Veguín                          |
| M     | Primo Rivera - Faro - Primo Rivera (línea circular) |
| O     | Lubrió - Plaza América                              |
| U     | Tudela Veguín - San Esteban                         |
| V     | Villapérez - HUCA                                   |

| Línea | Trayecto                   |
| ----- | -------------------------- |
| BÚHO  | Cuatro Caños - San Claudio |

## Tarifas
El 1 de diciembre de 2014 TUA renunció a su sistema tarifario propio y adoptó el del Consorcio de Transportes de Asturias. Hasta ese momento empleaba un sistema de tarjetas que consistían en bonos Bonobús, Bono Universitario, Bono Pensionista y Minusválido.Se adoptó el sistema tarifario del CTA, basado principalmente en el Bono 10 Viajes.
Desde septiembre de 2024 en los autobuses únicamente se puede pagar o con el billete ordinario o mediante la Tarjeta CONECTA del CTA.
| Tarifa                                              | Precio por viaje                        |
| --------------------------------------------------- | --------------------------------------- |
| Billete ordinario                                   | 1,20€                                   |
| Tarjeta CONECTA                                     | 0,45€ (con tope de gasto de 30€ al mes) |
| Bono minusválido (Limitado a 20 viajes al mes)      | Gratuito                                |
| Bono para menores de 17 años (Integrado en CONECTA) | Gratuito                                |